# Frontera de posibilidades de producción

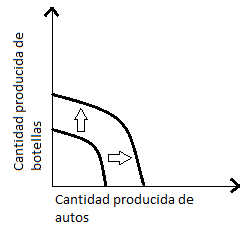
Frontera de posibilidades de producción.

Frontera de posibilidades de producción.

En microeconomía, la frontera de posibilidad de producción (FPP) refleja las cantidades máximas, de bienes y servicios, que una sociedad es capaz de producir en un determinado período y a partir de unos factores de producción y unos conocimientos tecnológicos dados. 
Por lo tanto se dan tres situaciones en la estructura productiva de un país:
- Estructura ineficiente: Cuando se encuentra por debajo de la FPP, es decir, o no se utilizan todos los recursos (recursos ociosos), o bien la tecnología no es la adecuada (tecnología mejorable), siempre que un país tenga una tasa de paro por encima del 5%, ese país se encontrará en esta estructura productiva, porque se dispone de una mano de obra que no se utiliza.
- Estructura eficiente: Se sitúa frente la frontera o muy cercana a ella. No hay recursos ociosos y se está utilizando la mejor tecnología.
- Estructura inalcanzable: Se encuentra por encima de las posibilidades de producción. Es teórica ya que ningún país puede producir por encima de sus posibilidades.[1]

## Forma de la frontera

### Caso de dos bienes
La forma de la Frontera de posibilidades de producción depende de que tipo de coste de oportunidad represente. Si hablamos de coste de oportunidad constante, la forma de la  Frontera de posibilidades de producción es una recta con pendiente negativa. Si hablamos de coste de oportunidad creciente, es cóncava y decreciente al ser mirada desde el origen. Esta forma es debida a dos razones:
- Decreciente:ir una mayor cantidad de un bien, hace falta renunciar a parte de otro bien.
- Cóncava: el coste de oportunidad es creciente.

### Caso de muchos bienes
En el caso de que se consideren n > 2, bienes la curva de posibilidades de producción viene dada por una (n-1)-hipersuperficie en un espacio de n dimensiones. Dicha hipersuperficie, se asume usualmente como una superficie suave (o al menos de diferenciable con continuidad de clase C1) definida sobre el cuadrante positivo ({\displaystyle \scriptstyle \{q\in \mathbb {R} ^{n}|q_{i}\geq 0\}\subset \mathbb {R} ^{n}}). La frontera se podría representar funcionalmente mediante la forma:

{\displaystyle f(q_{1},\dots ,q_{n})=0}

con las propiedades:
1. Decreciente respecto a variaciones de cantidades, {\displaystyle -{\cfrac {\partial f/\partial q_{j}}{\partial f/\partial q_{i}}}\leq 0} con {\displaystyle i\neq j}
2. Concavidad, {\displaystyle {\frac {\partial ^{2}f}{\partial q_{i}^{2}}}\leq 0}

## Desplazamientos
La Frontera de posibilidades de producción se puede desplazar, es decir, que los puntos inalcanzables se puede llegar a alcanzar. Este desplazamiento se puede deber a mejoras tecnológicas, a una ampliación del capital, a un incremento de los trabajadores o al descubrimiento de nuevos recursos naturales.

## Coste de oportunidad
Desde un punto de partida en la frontera, si no hay aumento de recursos productivos, aumentar la producción de un primer bien implica disminuir la producción de un segundo, ya que es necesario transferir recursos al primero y alejarlos del segundo. Los puntos a lo largo de la curva describen la disyuntiva entre los bienes. El sacrificio en la producción del segundo bien se denomina coste de oportunidad (ya que aumentar la producción del primero implica perder la oportunidad de producir cierta cantidad del segundo). El coste de oportunidad se mide por el número de unidades del segundo bien que se sacrifican a cambio de una o más unidades del primero.